# Jēkabpils
Jēkabpils es una ciudad localizada en Letonia entre Riga y Daugavpils. El río Daugava atraviesa la ciudad. La población acogió una base aérea durante la época en que Letonia pertenecía a la Unión de Repúblicas Socialistas Soviéticas.

## Historia
En 1237 la Orden de Livonia construyó un castillo. Las excavaciones arqueológicas del castillo indican que este lugar era un concurrido centro comercial de los Latgalianos, una de las tribus letonas. Cuando se construyó el castillo, el pueblo de Krustpils creció a su alrededor. La aldea fue destruida a menudo durante guerras locales, como las batallas entre suecos y polacos, pero siempre fue reconstruida después de las hostilidades.
Durante el siglo XVII viejos creyentes perseguidos de Rusia se establecieron a lo largo del río Daugava. En 1670 este asentamiento fue creciendo gradualmente alrededor de la taberna Salas y llegó a conocerse como Jēkabpils (Jakobstadt en alemán) en honor del duque de Curlandia, Jacob Kettler, que le otorgó su privilegio ciudad.
Una leyenda local sobre la ciudad indica que el duque salió un día de caza, pero se perdió. En el río Daugava, vio a un lince debajo de un abeto y al mismo tiempo una ciudad reflejada en el agua. Esta imagen del lince debajo un abeto es el escudo de armas de la ciudad.
Jēkabpils y Krustpils se fusionaron en 1962.